# Martha Brito
Martha Brito Arsego (Porto Alegre, 8 de abril de 1987) é uma atriz brasileira.
Formou-se em Letras, Português / Inglês,  pela PUC-RS, em 2009. Participou de diversos espetáculos, dentre eles “Beckett & Bion: O Gêmeo Imaginário” de Júlio Conte, “O Clube dos Cinco” e o musical “As Mulheres que Amavam Gainsbourg” de Bob Bahlis, e “As Cinco Pontas de uma Estrela Torta” de Maurício Fülber (pela qual recebeu indicação ao Prêmio Açorianos de Atriz Revelação em 2014). Em televisão, participou das séries “Animal” de Paulo Nascimento; “Fora de Quadro” de Janaína Fischer e Márcio Schonardie, da Casa de Cinema;
“Proibido Para Maiores”, da Atama Filmes, “Necrópolis”, da Verte Filmes, e “Liberto”, da produtora Santa Transmedia, além de uma participação na novela Apocalipse, da Rede Record. Participou também dos longas-metragem “13 Histórias Estranhas 2” – no seguimento “Mulher LTDA”, de Taísa Ennes Marques; "O Avental Rosa", de Jayme Monjardim; e “Kalanga: A Cidade das Bicicletas”, de Rogério Rodrigues. Esteve em diversos curtas-metragens, dentre eles “Bed Death”, de sua autoria, que passou por festivais nacionais e internacionais; "À Sombra", de Felipe Iesbick; e nos curtas “Eco”, de Carla Elgert (2016), e “Ânsia”, de Laís Auler (2018), participou como atriz e roteirista, produção do Tanque Coletivo, que realizou estes trabalhos com o foco de promover a voz e representatividade da mulher em todas as funções do audiovisual.

## Televisão e Cinema
| Ano  | Título                           | Personagem                    | Episódios | Informações                                                                           |
| ---- | -------------------------------- | ----------------------------- | --------- | ------------------------------------------------------------------------------------- |
| 2018 | Proibido Para Maiores            | Lu                            | 4         | Produção Atama Filmes. Direção: Felipe Iesbick. Box Brasil                            |
| 2018 | Necrópolis                       | Regina                        | 1         | Produção Verte Filmes. Direção: Gabriel Faccin, Tiago Rezende e Tomás Fleck.          |
| 2018 | Liberto                          | Luiza                         | 1         | Produção Santa Transmedia. Direção: Guffo Fogaça e Paola S. Troian. Box Brasil        |
| 2017 | Apocalipse                       | Recepcionista galeria de arte | 1         | Rede Record de Televisão. Direção: Edison Spinello                                    |
| 2016 | Kalanga: A Cidade das Bicicletas | Nina                          | 4         | Produção Atama Filmes. Direção: Rogério Rodrigues. TVE                                |
| 2015 | Fora de Quadro                   | Atriz Lica                    | 2         | Produção Casa de Cinema. Direção: Márcio Schoenardie e Janaína Fischer. Canal Brasil. |
| 2014 | Animal                           | Ana                           | 1         | Produção: Accorde Filmes. Direção: Paulo Nascimento. Canal GNT. Globosat+             |

| Ano  | Título                            | Personagem     | Informações |
| ---- | --------------------------------- | -------------- | --- |
| 2018 | À Sombra                          | Martha         | Direção: Felipe Iesbick. Produção: Abóbora Filmes. Curta-metragem selecionado para Mostra Gaúcha do 46o Festival de Cinema de Gramado.                                                                               |
| 2018 | Mulher LTDA                       | Fran K. Stein  | Direção: Taisa Ennes. Produção: Machina Filmes. Curta-metragem selecionado para Mostra Gaúcha do 46o Festival de Cinema de Gramado.                                                                                  |
| 2018 | Disforia                          | Suzana Machado | Longa-metragem. Direção: Lucas Cassales. Produção: Sofá Verde Filmes. |
| 2017 | Avental Rosa                      | Participação   | Longa-metragem. Direção: Jayme Monjardim. Produção Globo Filmes e Accorde Filmes. |
| 2017 | Kalanga                           | Nina           | Telefilme. Produção: Atama Filmes. Direção: Rogério Rodrigues. |
| 2016 | Eco                               | Juliana        | Curta-metragem independete. Produção: Tanque Coletivo. Direção: Carla Elgert. |
| 2015 | Bed Death                         | Protagonista   | Curta-metragem. Produção: Syd Filmes. Direção: Rafael Syd. Selecionado para os festivais: Broken Knuckle Film Fest, MAC Festival, LA Cinefest, Global Cinefest, Cineserra – Festival do Audiovisual da Serra Gaúcha. |
| 2015 | Vicky, Meu amor                   | Mãe            | Curta-metragem. Direção: Leo Bracht. |
| 2015 | Azazel                            | Liliane        | Curta-metragem. Direção: George Bazzo. |
| 2013 | Todos os Meus Ídolos Estão Mortos | Gisele         | Curta-metragem. Produção: Goga Filmes. Direção: José Rodolfo Masiero. |

## Teatro
| Ano          | Título                               | Personagem                                             | Direção         | Informações |
| ------------ | ------------------------------------ | ------------------------------------------------------ | --------------- | --- |
| 2014 - atual | As Cinco Pontas de Uma Estrela Torta | Savine Adulta                                          | Maurício Fulber | Indicações: Melhor Atriz Revelação Prêmio Açorianos por As Cinco Pontas de Uma Estrela Torta Melhor Atriz, 2014 Montenegro em Cena por As Cinco Pontas de Uma Estrela Torta Melhor Atriz, 2014 Festvale por As Cinco Pontas de Uma Estrela Torta Melhor Atriz Coadjuvante, 2014 Festival de Arroio dos Ratos por As Cinco Pontas de Uma Estrela Torta, 2014 Melhor Atriz Festcarbo por As Cinco Pontas de Uma Estrela Torta, 2014 |
| 2012 - 2015  | Becket & Bion: O Gêmeo Imaginário    | Lucia Joyce, Melanie Klein, Suzanne Dechevaux-Dumesnil | Júlio Conte     | Vencedor do Prêmio de Incentivo à Pesquisa Teatral. |
| 2012- 2014   | As Mulheres Que Amavam Gainsbourg    | Jane Birkin                                            | Bob Bahlis      | Músical com adaptações das canções e Serge Gainsbourg por Cinthya Verri. |
| 2013 - 2016  | O Clube dos Cinco                    | Camila                                                 | Bob Bahlis      | Adaptação teatrao do clássico The Breakfast Club. |
| 2011-2012    | Dançarei Sobre Teu Cadável           | Neneca                                                 | Júlio Conte     | Produtora: Cômica Cultural |